# Watelerstraße 2–4 (Mönchengladbach)

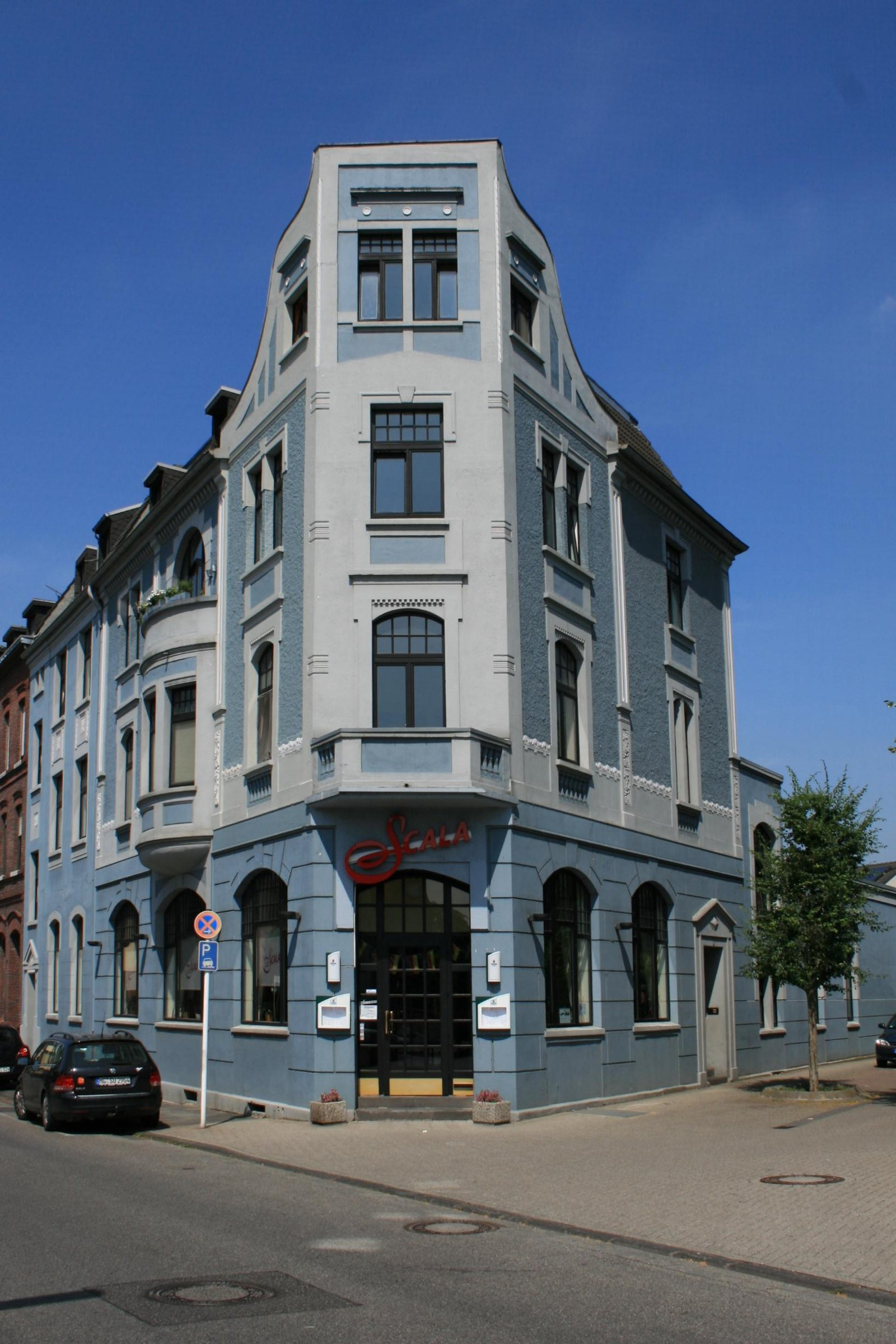
Wohngeschäftshaus (2010)

Das Wohngeschäftshaus Watelerstraße 2–4 steht im Stadtteil Schrievers in Mönchengladbach (Nordrhein-Westfalen).
Das Gebäude wurde im 19. Jahrhundert erbaut und unter Nr. W 025 am 15. Juni 1989 in die Denkmalliste der Stadt Mönchengladbach eingetragen.

## Lage
Die Watelerstraße liegt im Ortsteil Schrievers. 

## Architektur
Das Haus Nr. 2 wurde als dominante Kopfbebauung mit drei Geschossen, an der Eckseite mit hohem Giebel, von drei zu eins zu drei Achsen unter einem Mansarddach sowie einem eingeschossigen Anbau aus dem Jahre 1906 errichtet. Das Objekt ist als Denkmal schützenswert.